# Joseph Sugar Baly
Joseph Sugar Baly (Warwick, 1816 - Warwick, 25 maart 1890) was een Brits entomoloog en arts.
Baly was op entomologisch gebied een specialist in kevers (Coleoptera), met name de groep Phytophaga (tegenwoordig Chrysomelidae). 
Zijn insectencollectie wordt bewaard in het Natural History Museum in Londen.

## Enkele werken
- Catalogue of the Hispidae in the Collection of the British Museum.
- (Met George Champion) Insecta. Coleoptera. Phytophaga (1885-1894) Biologia Centrali-Americana.

- Bibliothèque nationale de France: cb104622751 (data)
- Gemeinsame Normdatei: 117765937
- International Standard Name Identifier: 0000 0001 1611 9354
- Library of Congress Control Number: no2009057154
- Nederlandse Thesaurus van Auteursnamen: 131658301
- Istituto Centrale per il Catalogo Unico: CUBV011854
- Virtual International Authority File: 27857210
- WorldCat: E39PBJmP6cPTvpb7cYgmdV3vpP